# غوس بيكر
غوس بيكر (بالإنجليزية: Gus Baker)‏ هو رسام أمريكي، ولد في 10 مايو 1922، وتوفي في 16 مايو 1994.